# Marbach (Petersberg)

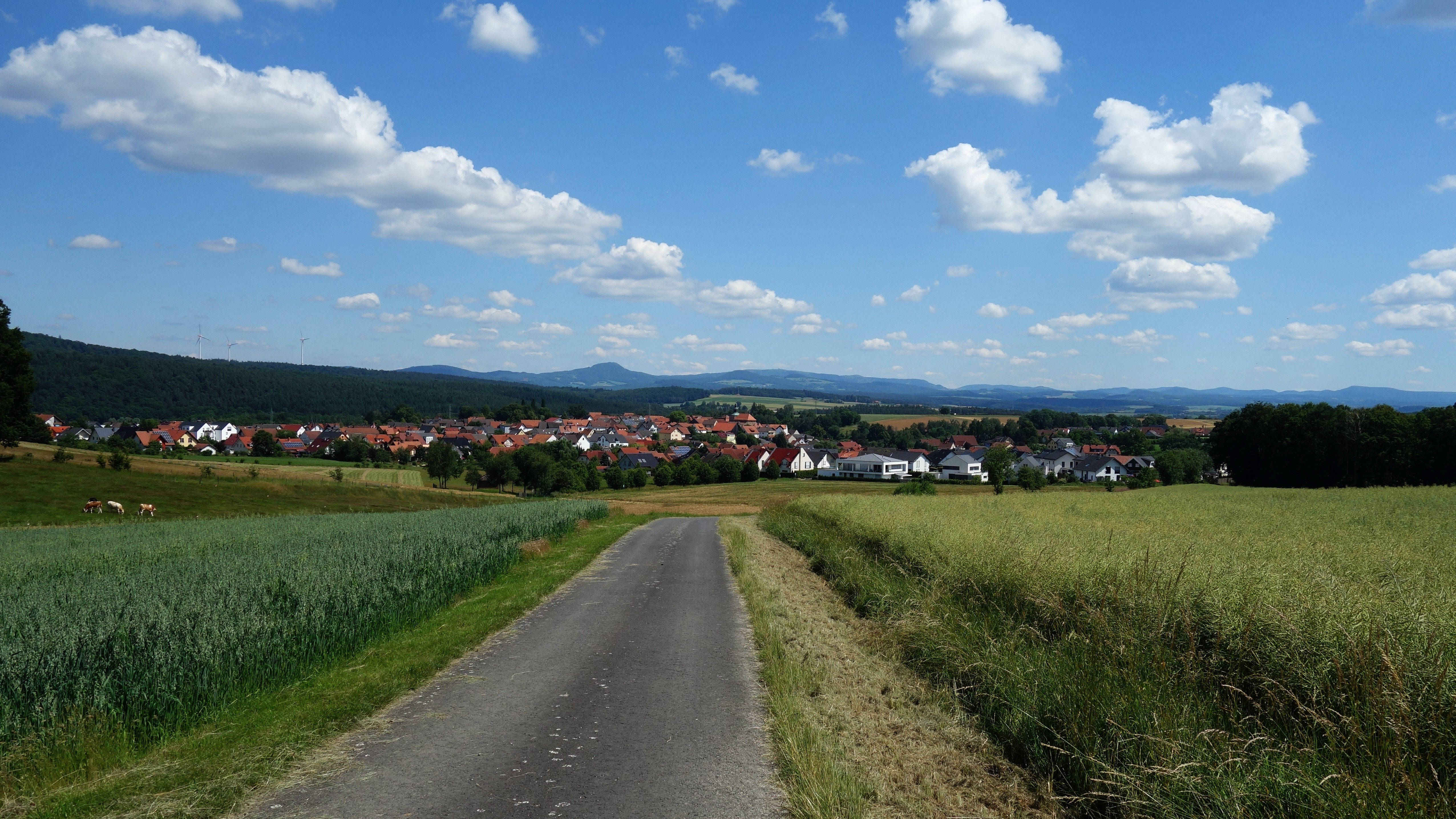
Ortsansicht von Nordwesten, hinten die Rhön

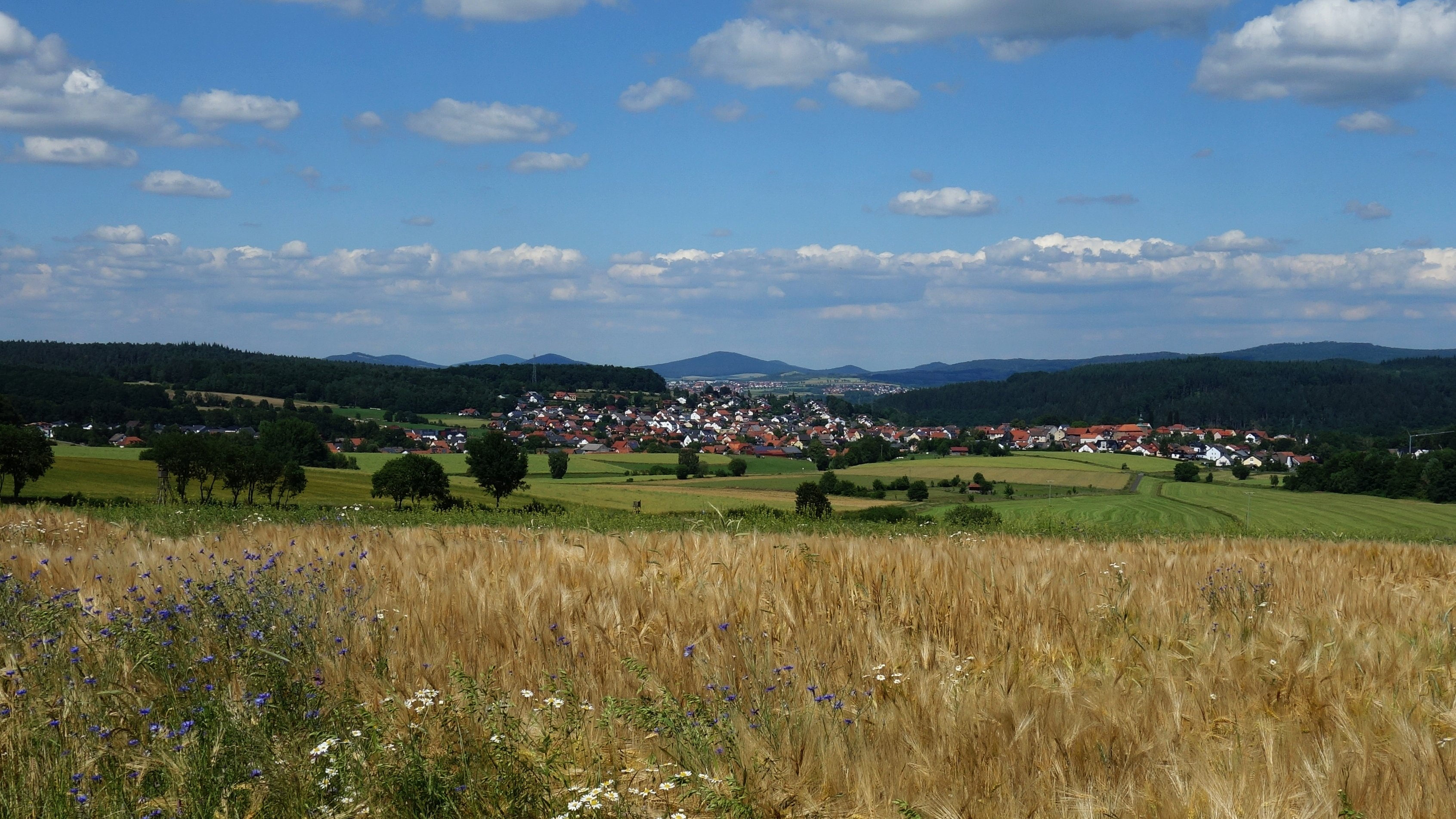
Ortsansicht von Südwesten, hinten das Hessische Kegelspiel

Marbach ist ein Ortsteil der Gemeinde Petersberg im osthessischen Landkreis Fulda.
Der Name „Marbach“ kommt von Marcbach (Grenzbach). Moarbich heißt der Ort im örtlichen Dialekt, dem Rhöner Platt.

## Geographie

### Geographische Lage
Marbach liegt in Osthessen am Rand der Rhön. Das Dorf ist der nördlichste Ortsteil der Gemeinde Petersberg.
Durch den Ort fließt das Marbacher Wasser, welches umgangssprachlich aber nur die Marbach genannt wird. Der Bach mündet im Osten in den Haunestausee.
Westlich und nördlich des Dorfes liegt der Michelsrombacher Wald, im Osten das Haunetal.

### Nachbarorte
Marbach grenzt im Norden an Michelsrombach und Rückers, im Osten an Dammersbach (alle zugehörig zur Stadt Hünfeld), im Süden an Steinau (Gemeinde Petersberg) und Bernhards (Stadt Fulda) sowie im Südwesten und Westen an Dietershan (ebenfalls Stadt Fulda), welche alle im Landkreis Fulda liegen.

## Geschichte

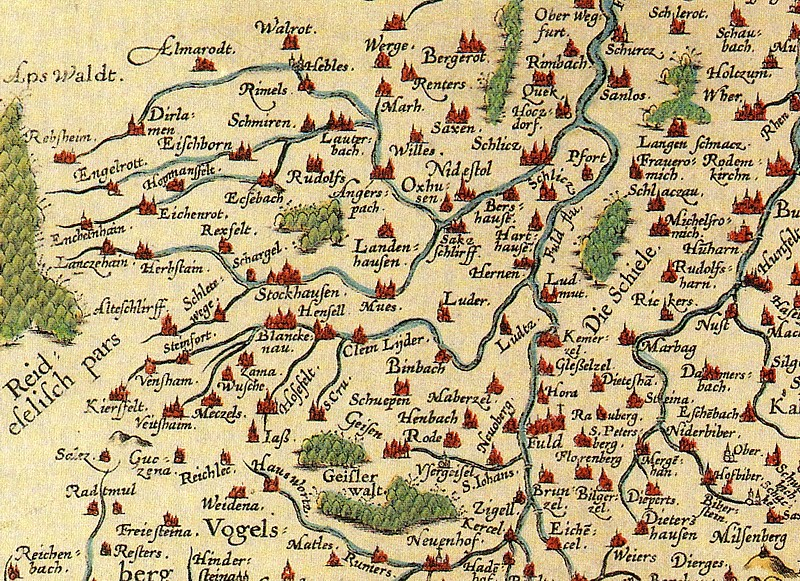
Lage von Marbach (Marbag) auf einer Karte des Hochstifts Fulda von 1574

### Ortsgeschichte

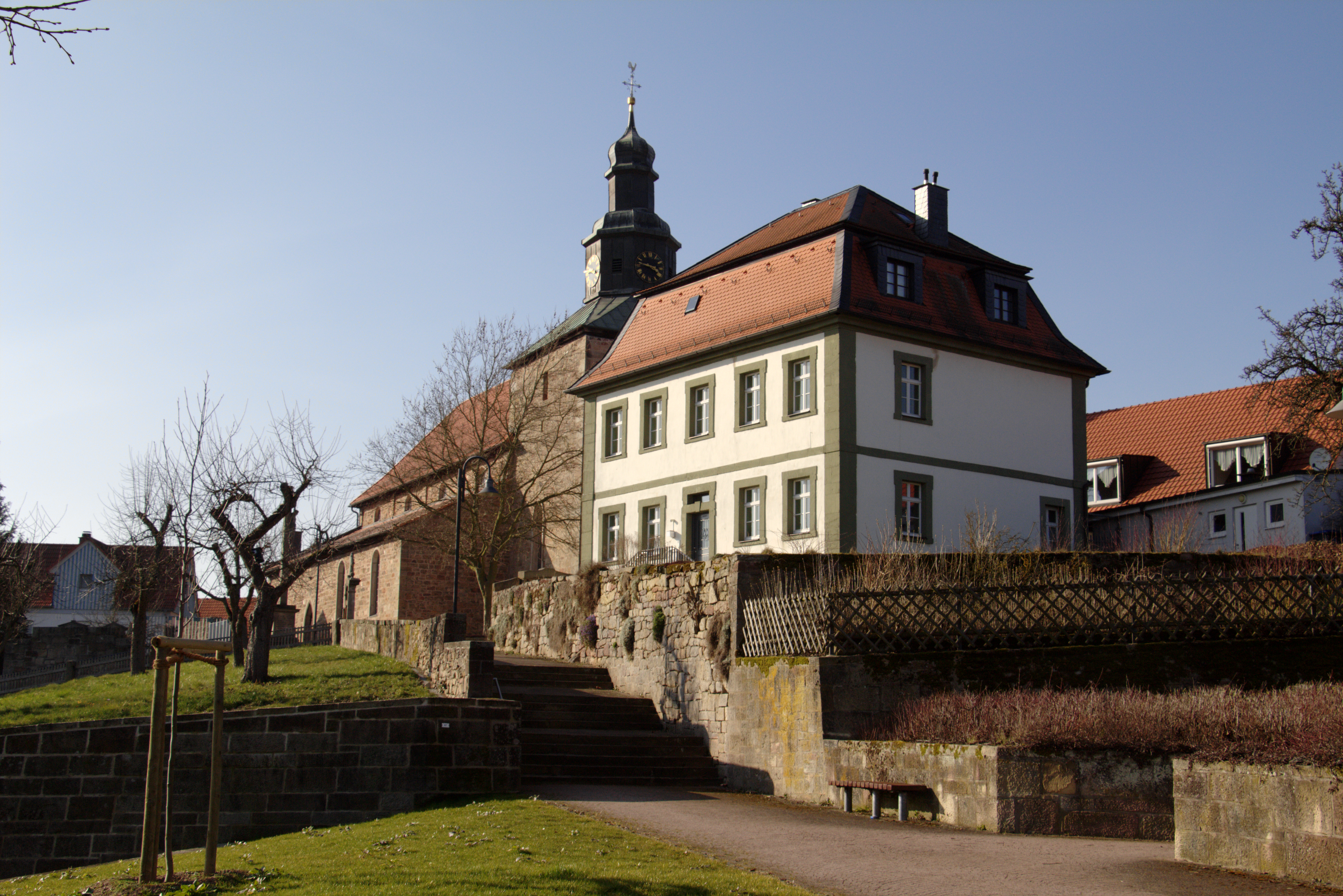
Katholische Kirche und Pfarrhaus

Marbach wurde, soweit bekannt, im Jahr 1272 erstmals urkundlich erwähnt: Der Fuldaer Abt Konrad überträgt dem Kollegiatstift Hünfeld die Pfarrei „marpach“. Frühere Nennungen Marbachs aus dem Jahre 747 und 1093 beziehen sich nicht auf den Ort Marbach, sondern auf den Bachlauf als Grenzfluss.
1738 zählte es zur Fürstabtei Fulda, Amt Burghaun. 1787 gehörte es zum Fürstbistum Fulda und dem Oberamt Mackenzell.
Durch die ungünstigen Bodenverhältnisse blieb Marbach lange Zeit ein von Armut geprägtes Dorf. Nebeneinnahmen ergaben sich u. a. durch Vorspanndienste auf den Steilstrecken der alten Reichsstraße von Frankfurt nach Leipzig, an der Marbach lag. Erst mit dem Beginn der Industrialisierung, dem Bau der Eisenbahn und dem Einzug der Elektrizität begann sich der Lebensstandard zu heben.
Die erste staatliche Schule wurde 1795 eingerichtet.
Von 1862 bis 1866 wurde die Eisenbahnstrecke Fulda–Hersfeld–Bebra erbaut. Der Haltepunkt Marbach wurde 1898 in Betrieb genommen und von 1911 bis 1912 zu einem Bahnhof ausgebaut. Im Jahr 1980 wurde der Bahnhof geschlossen.
Seit der Hessischen Gebietsreform (1970–1977)
Zum 31. Dezember 1971 verlor Marbach im Zuge der Gebietsreform in Hessen seine Eigenständigkeit und wurde ein Ortsteil der Gemeinde Petersberg. Für Marbach wurde ein Ortsbezirk eingerichtet.
Eine große Entlastung brachte 1981 der Bau der Umgehungsstraße, welche den starken Verkehr der Bundesstraße 27 nun um Marbach herumführt.
In den Jahren von 1983 bis 1989 erfolgte der Bau des Haunestausees.
Heutzutage ist Marbach aufgrund seiner Lage, Infrastruktur und Baugebiete ein beliebter Wohnort mit stetig wachsender Einwohnerzahl, der durch ein aktives Vereinsleben geprägt ist.

### Verwaltungsgeschichte im Überblick
Die folgende Liste zeigt die Staaten und Verwaltungseinheiten, denen Marbach angehört(e):
- vor 1803: Heiliges Römisches Reich, Hochstift Fulda, Amt Mackenzell
- 1803–1806: Heiliges Römisches Reich, Fürstentum Nassau-Oranien-Fulda, Amt Hünfeld
- 1806–1810: Kaiserreich Frankreich, Fürstentum Fulda (Militärverwaltung)
- 1810–1813: Großherzogtum Frankfurt, Departement Fulda, Distrikt Hünfeld
- ab 1816: Kurfürstentum Hessen, Großherzogtum Fulda, Amt Hünfeld
- ab 1821/22: Kurfürstentum Hessen, Provinz Fulda, Kreis Fulda[10][Anm. 2]
- ab 1848: Kurfürstentum Hessen, Bezirk Fulda
- ab 1851: Kurfürstentum Hessen, Provinz Fulda, Kreis Fulda
- ab 1867: Norddeutscher Bund[Anm. 3], Königreich Preußen,[Anm. 4] Provinz Hessen-Nassau, Regierungsbezirk Kassel, Kreis Fulda
- ab 1871: Deutsches Reich, Königreich Preußen, Provinz Hessen-Nassau, Regierungsbezirk Kassel, Kreis Fulda
- ab 1918: Deutsches Reich, Freistaat Preußen, Provinz Hessen-Nassau, Regierungsbezirk Kassel, Kreis Fulda
- ab 1944: Deutsches Reich, Freistaat Preußen, Provinz Kurhessen, Landkreis Fulda
- ab 1945: Amerikanische Besatzungszone, Groß-Hessen, Regierungsbezirk Kassel, Landkreis Fulda
- ab 1946: Amerikanische Besatzungszone, Land Hessen, Regierungsbezirk Kassel, Landkreis Fulda
- ab 1949: Bundesrepublik Deutschland, Land Hessen, Regierungsbezirk Kassel, Landkreis Fulda
- ab 1972: Bundesrepublik Deutschland, Land Hessen, Regierungsbezirk Kassel, Landkreis Fulda, Gemeinde Petersberg

## Bevölkerung

### Einwohnerstruktur 2011
Nach den Erhebungen des Zensus 2011 lebten am Stichtag dem 9. Mai 2011 in Marbach 2139 Einwohner. Darunter waren 48 (2,2 %) Ausländer.
Nach dem Lebensalter waren 384 Einwohner unter 18 Jahren, 818 waren zwischen 18 und 49, 444 zwischen 50 und 64 und 393 Einwohner waren älter.
Die Einwohner lebten in 918 Haushalten. Davon waren 261 Singlehaushalte, 373 Paare ohne Kinder und 306 Paare mit Kindern, sowie 63 Alleinerziehende und 15 Wohngemeinschaften. In 183 Haushalten lebten ausschließlich Senioren und in 642 Haushaltungen leben keine Senioren.

### Einwohnerentwicklung

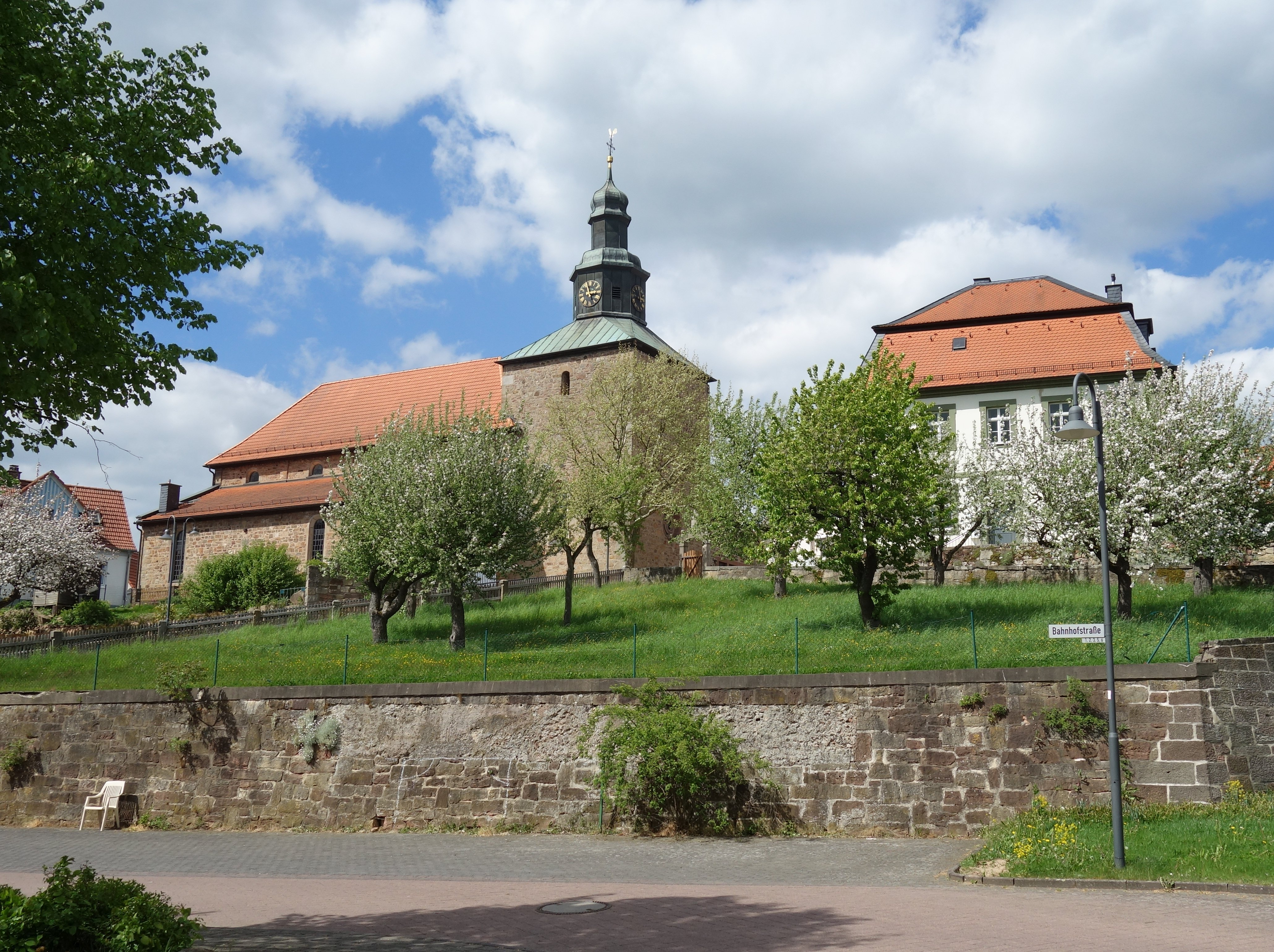
Die kathol. Pfarrkirche St. Aegidius und das Pfarrhaus

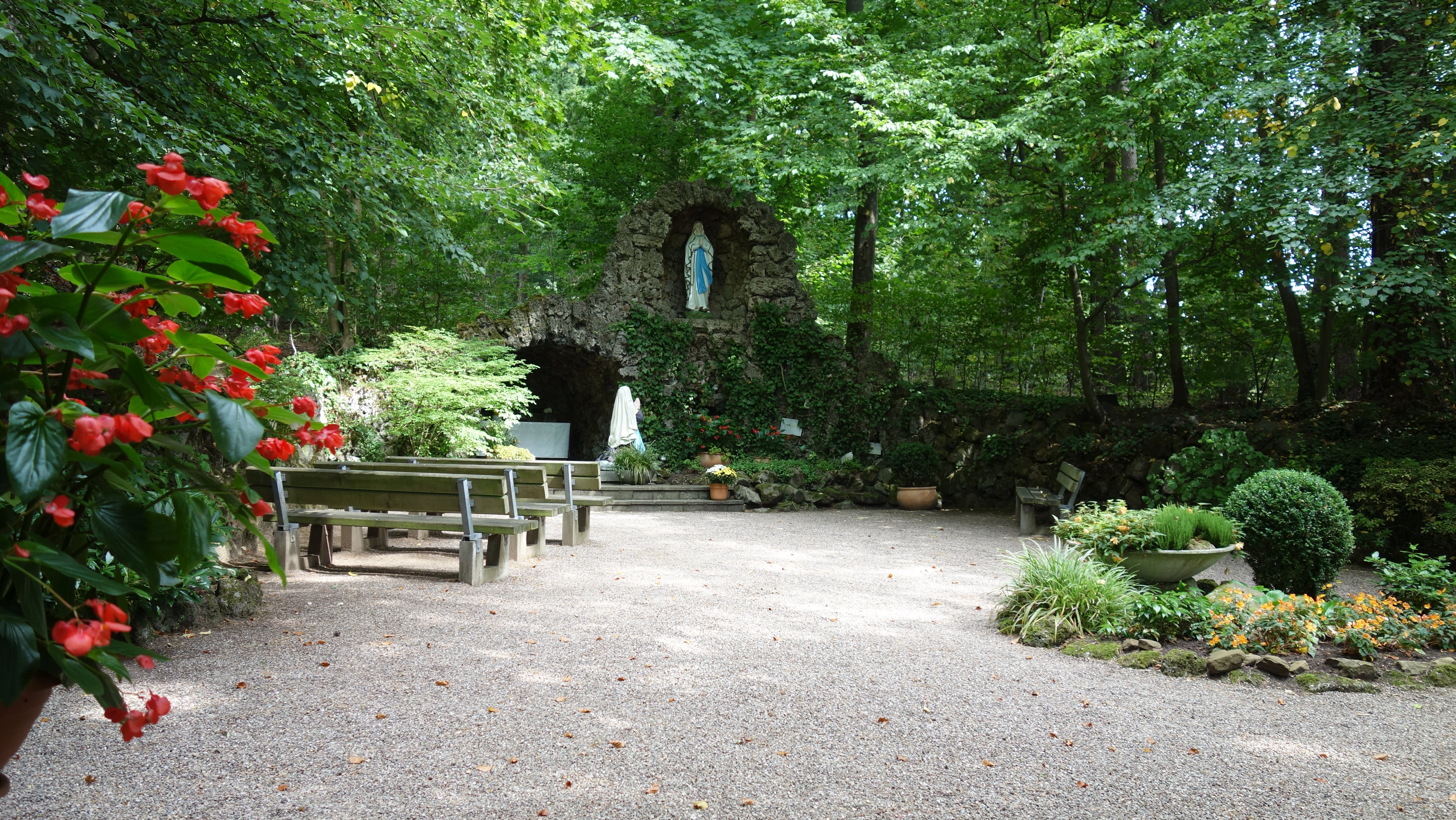
Die Mariengrotte

| Quelle: Historisches Ortslexikon |                             |
| 1812:                            | 59 Feuerstellen, 475 Seelen |

| Marbach: Einwohnerzahlen von 1812 bis 2024 | Marbach: Einwohnerzahlen von 1812 bis 2024 | Marbach: Einwohnerzahlen von 1812 bis 2024 | Marbach: Einwohnerzahlen von 1812 bis 2024 | Marbach: Einwohnerzahlen von 1812 bis 2024 |
| --- | ------------------------------------------ | ------------------------------------------ | ------------------------------------------ | ------------------------------------------ |
| Jahr |                                            |                                            |                                            | Einwohner                                  |
| 1812 | 1812                                       |                                            | 475                                        | 475                                        |
| 1834 | 1834                                       |                                            | 654                                        | 654                                        |
| 1840 | 1840                                       |                                            | 685                                        | 685                                        |
| 1846 | 1846                                       |                                            | 766                                        | 766                                        |
| 1852 | 1852                                       |                                            | 649                                        | 649                                        |
| 1858 | 1858                                       |                                            | 665                                        | 665                                        |
| 1864 | 1864                                       |                                            | 826                                        | 826                                        |
| 1871 | 1871                                       |                                            | 578                                        | 578                                        |
| 1875 | 1875                                       |                                            | 563                                        | 563                                        |
| 1885 | 1885                                       |                                            | 526                                        | 526                                        |
| 1895 | 1895                                       |                                            | 513                                        | 513                                        |
| 1905 | 1905                                       |                                            | 524                                        | 524                                        |
| 1910 | 1910                                       |                                            | 517                                        | 517                                        |
| 1925 | 1925                                       |                                            | 998                                        | 998                                        |
| 1939 | 1939                                       |                                            | 767                                        | 767                                        |
| 1946 | 1946                                       |                                            | 1.062                                      | 1.062                                      |
| 1950 | 1950                                       |                                            | 1.136                                      | 1.136                                      |
| 1956 | 1956                                       |                                            | 1.045                                      | 1.045                                      |
| 1961 | 1961                                       |                                            | 1.128                                      | 1.128                                      |
| 1967 | 1967                                       |                                            | 1.301                                      | 1.301                                      |
| 1970 | 1970                                       |                                            | 1.343                                      | 1.343                                      |
| 1980 | 1980                                       |                                            | ?                                          | ?                                          |
| 1990 | 1990                                       |                                            | ?                                          | ?                                          |
| 2000 | 2000                                       |                                            | ?                                          | ?                                          |
| 2011 | 2011                                       |                                            | 2.288                                      | 2.288                                      |
| 2019 | 2019                                       |                                            | 2.413                                      | 2.413                                      |
| 2024 | 2024                                       |                                            | 2.344                                      | 2.344                                      |
| Datenquelle: Historisches Gemeindeverzeichnis für Hessen: Die Bevölkerung der Gemeinden 1834 bis 1967. Wiesbaden: Hessisches Statistisches Landesamt, 1968. Weitere Quellen: LAGIS; Gemeinde Petersberg; Zensus 2011 |                                            |                                            |                                            |                                            |

## Religion
Die katholische Pfarrkirche ist St. Aegidius geweiht. Wann der erste Turm der Kirche errichtet wurde, ist urkundlich nicht belegt. Sicher ist aber, dass zumindest der untere Teil des Turmes in seinen heutigen Grundmauern 1436 entstand. Er diente in unruhigen Zeiten als Wehrturm. 1676 wurde die Kirche durch einen Brand zerstört und erst 20 Jahre später wieder aufgebaut. Nach späterem langsamen Verfall wurde sie in den Jahren von 1921 bis 1923 in ihrer jetzigen Form neu aufgebaut und hat seitdem mehrere Renovierungen erfahren.
Die traditionell katholische Prägung des Ortes zeigt sich auch in der Mariengrotte sowie den Bildstöcken und Flurkreuzen, die in und um Marbach aufgestellt sind.
Historische Religionszugehörigkeit
| Quelle: Historisches Ortslexikon | |
| • 1885:                          | 08 evangelische (= 1,52 %), 518 katholische (= 98,48 %) Einwohner                                                                                      |
| • 1961:                          | 40 evangelische (= 3,55 %), 1083 katholische (= 96,01 %) Einwohner                                                                                     |
| • 2003:                          | ca. 13 % evangelische, ca. 77 % katholische Einwohner. Die anderen zehn Prozent waren konfessionslos oder gehörten anderen Religionsgemeinschaften an. |

## Wirtschaft und Infrastruktur
In Marbach gibt es mehrere Handwerksbetriebe. Die Brückenmühle ist Hauptsitz der GEDYS IntraWare GmbH, einer Software-Firma mit dem Schwerpunkt Customer-Relationship-Management. Die früher vorherrschende kleinbäuerliche Landwirtschaft spielt heutzutage allenfalls als Nebenerwerb eine Rolle.
Im Ort gibt es eine Grundschule und einen Kindergarten.
Ein Supermarkt mit Postfiliale, eine Bäckereifiliale mit Café und die SB-Stelle der regionalen Raiffeisenbank haben sich an der Abfahrt Marbach-Nord der B 27 angesiedelt. Im Ort gibt es eine Pizzeria, eine Metzgerei, einen Blumenladen und eine Fahrschul-Filiale sowie am Haunesee einen Landgasthof mit Pension. Eine Tankstelle mit Werkstatt und eine Arztpraxis vervollständigen die Infrastruktur des Ortes. Das Konrad-Trageser-Haus bietet als Dorfgemeinschaftshaus mit seiner Halle und den kleineren Räumen Platz für kulturelle und sportliche Veranstaltungen. Auch eine Bibliothek und eine Kegelbahn befinden sich hier.

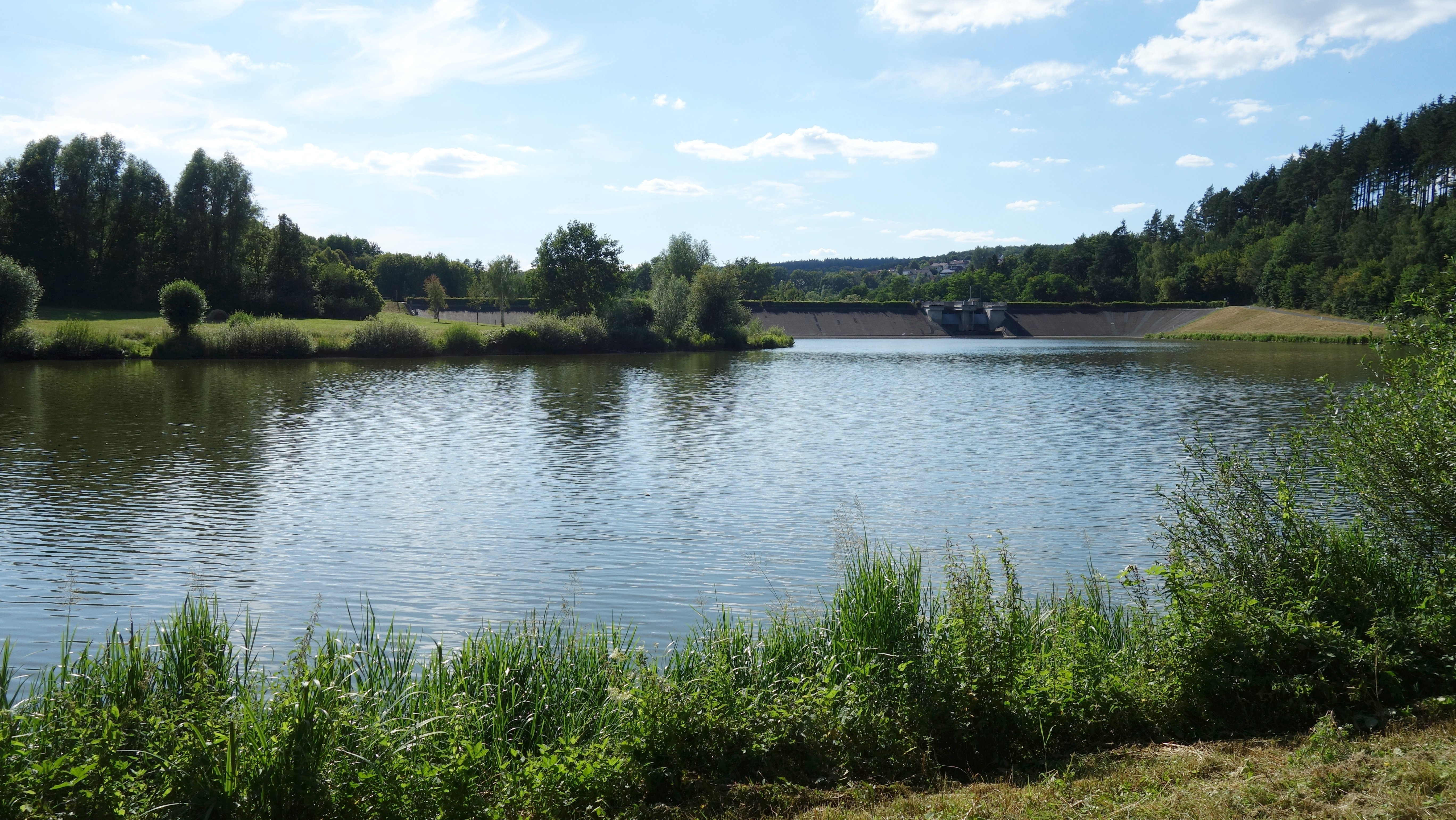
Der Haunestausee

Gäste aus der Region besuchen hauptsächlich den Trampolinpark Cosmic Arena in der ehemaligen Tennishalle und das Naherholungsgebiet Haunestausee. Der Sportplatz, sechs Spielplätze, ein Skateplatz und eine Grillhütte ergänzen das Freizeitangebot im Ort.

## Politik
Für Marbach besteht ein Ortsbezirk (Gebiete der ehemaligen Gemeinde Marbach) mit Ortsbeirat und Ortsvorsteher nach der Hessischen Gemeindeordnung.
Der Ortsbeirat besteht aus neun Mitgliedern. Bei den Kommunalwahlen in Hessen 2021 betrug die Wahlbeteiligung zum Ortsbeirat 63,89 %. Dabei wurden gewählt: fünf Mitglieder der CDU, drei Mitglieder der „Linken Offenen Liste“ und ein Mitglied der SPD. Der Ortsbeirat wählte Christof Stock (CDU) zum Ortsvorsteher.

## Verkehr
Durch den Ort führte die alte Frankfurt-Leipziger Straße, aus der später zwischen Fulda und Hünfeld die B 27 wurde. Im Jahr 1981 wurde die Ortsumgehung eröffnet. Seitdem ist Marbach über die Ausfahrten Marbach-Nord, Marbach-Süd und Bernhards zu erreichen.
Die Bundesautobahn 7 führt westlich an Marbach vorbei. Die nächstgelegene Abfahrt ist die Anschlussstelle Fulda-Nord.
In Marbach enden die Stadtbuslinie 6 aus Fulda und die Buslinie 74 aus Hünfeld. In Fulda bestehen Anschlüsse zum Regional- und Fernverkehr. Die Buslinien sind in den Rhein-Main-Verkehrsverbund integriert.
Der Bahnhof Marbach (Kr Fulda) liegt an der Bahnstrecke Bebra–Fulda. Der ehemalige Personenzughalt ist seit 1980 geschlossen und dient nur noch als Überholbahnhof.
Durch den Ort verläuft der Hauneradweg, welcher auch die Verbindung zwischen den Ausgangspunkten des Kegelspielradweges und des Milseburgradweges herstellt.
Entlang des Haunestausees führt der Jakobsweg Vacha-Fulda.

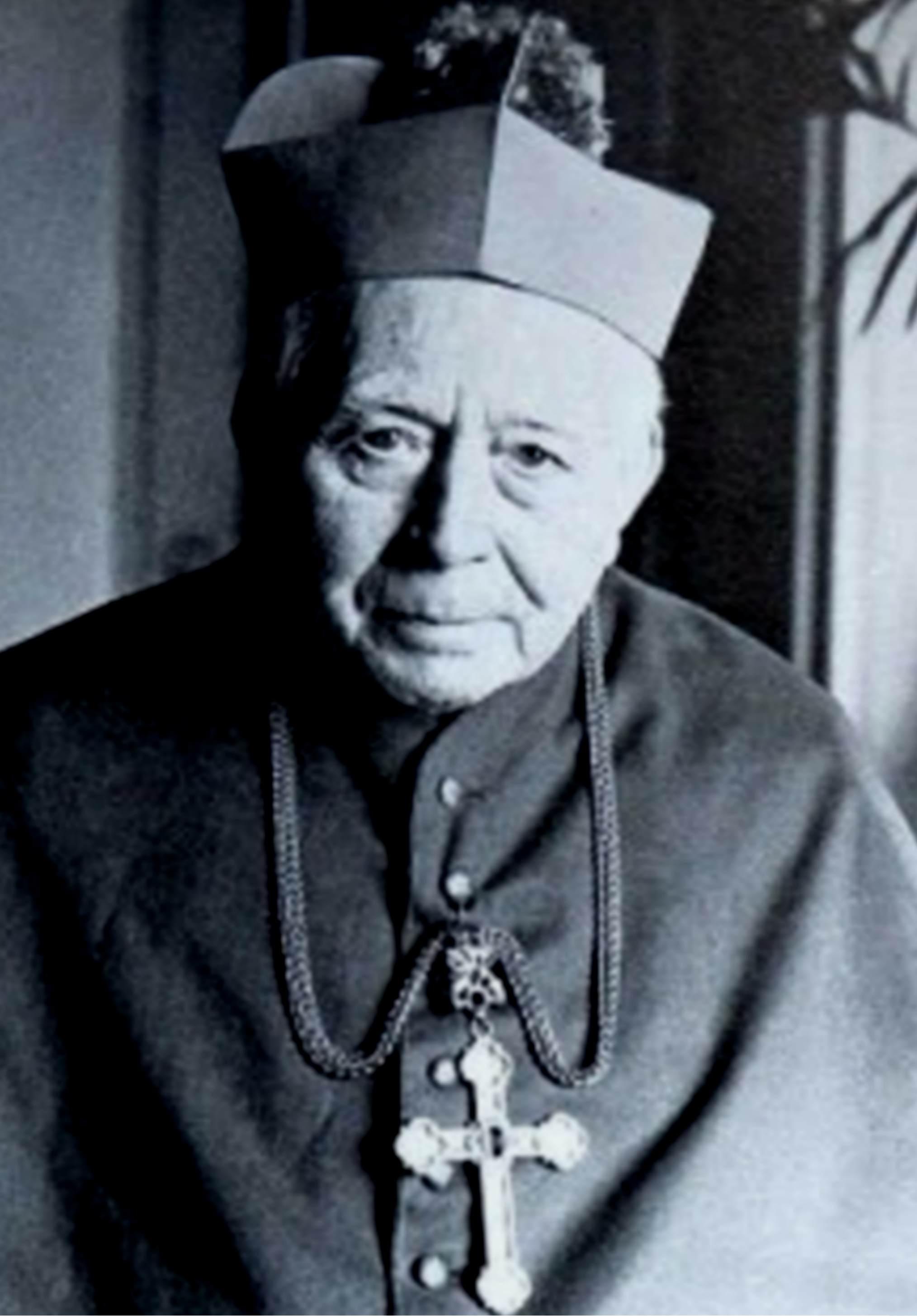
Bischof Joseph Damian Schmitt, 1938

## Persönlichkeiten
- Joseph Kaufholz (1798–1859), Landwirt und Mitglied des kurhessischen Landtags
- Joseph Damian Schmitt (1858–1939) – Bischof von Fulda von 1907 bis 1939, geboren in Marbach
- Konrad Trageser (1884–1942) – Pfarrer in Marbach von 1930 bis 1942, Opfer der Nazidiktatur
- Walter Arnold (* 1949) – CDU-Politiker, geboren in Marbach
- Nicolai Pfeffer (* 1985) – Klarinettist und Herausgeber, aufgewachsen in Marbach

## Sonstiges
Traditionell am ersten Novemberwochenende jeden Jahres wird die Kirmes gefeiert.
Speeketze ist der Ortsneckname für die Marbacher. Er stammt aus der Zeit, in der sich die Marbacher Kleinbauern wegen des kargen Bodens zusätzliche Verdienstmöglichkeiten suchen mussten. Sie sammelten im Wald Kienspäne (Späne, im Rhöner Platt Spee genannt) und brachten sie im Rückenkorb (Ketze) auf den Markt nach Fulda. Heute tragen u. a. der Kirmesverein und der Lauftreff den Namen.
Marbach ist der Namensgeber für eine bisher noch nicht im Abbau befindliche Kalisalz-Lagerstätte. Das sogenannte Marbacher Feld schließt sich südwestlich an das Werra-Kalirevier an und reicht ungefähr bis Marbach. Es ist bislang erst wenig erkundet.
Im Herbst 2011 wurden im Wald bei Marbach Teile des 3D-Films Lost Place gedreht. Der aufwändig produzierte Mystery-Thriller kam 2013 in die Kinos.